# Portraits (Georges Annenkoff)

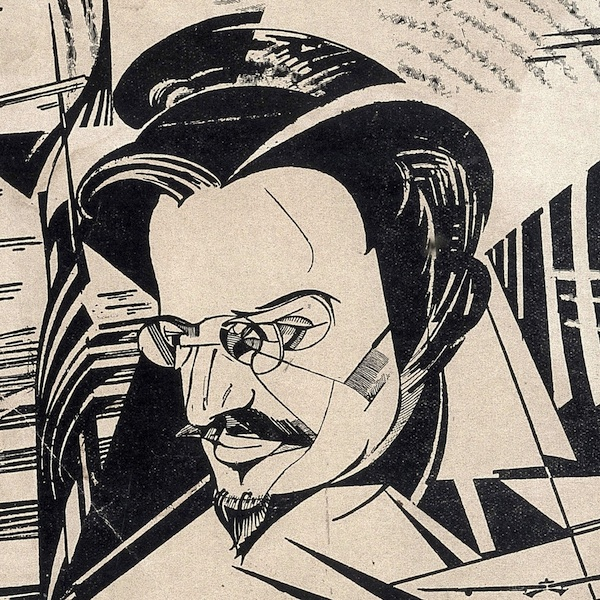
Porträt von Leo Trotzki (1922)

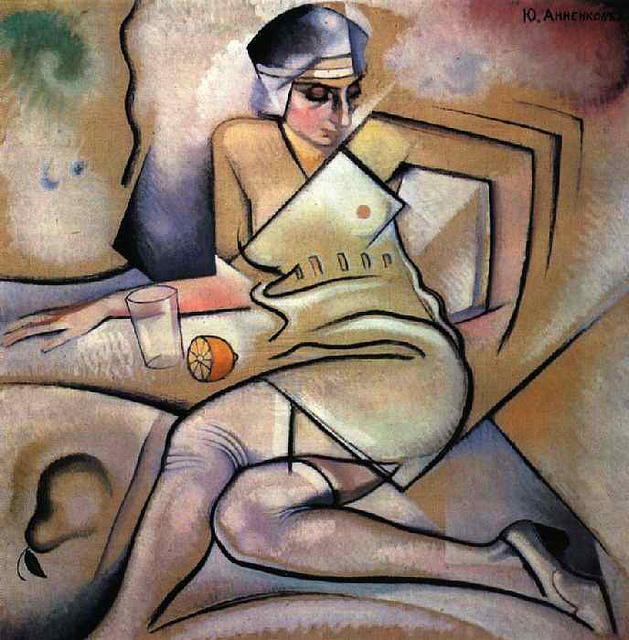
Porträt der Frau des Künstlers, Ballerina E. B. Annenkowa (Galperina), 1917

 Portraits (russisch Портреты; wiss. Transliteration Portrety) ist der Titel eines Buchs von Juri Pawlowitsch Annenkow (1889–1974), der sich im Französischen Georges Annenkoff schreibt. Das Buch enthält 80 Bilder von Schlüsselfiguren der russischen Kunst und Kultur jener Zeit und erschien 1922 in Sankt Petersburg.

## Der Autor
Juri Annenkow war ein prominenter russischer Porträtmaler, Theater- und Filmkünstler, Schriftsteller und ein bedeutender Vertreter der russisch-französischen Moderne und Avantgardekunst. Er war ein Nachkomme von Pawel Wassiljewitsch Annenkow, dem ersten Herausgeber und Verleger der Werke von Alexander Puschkin.
Juri Annenkow schuf eine Galerie von malerischen und grafischen Porträts vieler Persönlichkeiten der russischen Kultur in einem leicht kubistisch anmutenden Stil. Annenkow war Mitglied der Künstlervereinigung Mir Iskusstwa und die einen großen Einfluss auf die Russen hatte, die halfen, die europäische Kunst im frühen 20. Jahrhundert zu revolutionieren.
Annenkow hatte 1908 sein Studium an der Petersburger Universität begonnen und besuchte gemeinsam mit Marc Chagall den Unterricht im Atelier Saweli Seidenbergs. Von 1911 bis 1912 ging er nach Paris, um in den Ateliers von Maurice Denis und Félix Vallotton zu arbeiten. In den späten 1910er Jahren erschienen seine ersten Buchillustrationen, darunter sein bekanntestes Werk Alexander Bloks „Zwölf“ (1918).
Im Jahr 1924 beim Allunions-Wettbewerb wurde er der Gewinner des ersten Preises für das Porträt von Lenin.
1924 verließ er die Sowjetunion endgültig, lebte zunächst in Deutschland, bevor er sich in Paris niederließ.

## Das BuchPorträts
Das Buch „Porträts“ mit 80 in den Jahren 1906 bis 1921 angefertigte Abbildungen basiert auf von ihm geschaffenen Porträts russischer und ausländischer Schriftsteller, Komponisten, Regisseure und Künstler. Es enthält auch drei dem Künstler gewidmete Artikel: „Über den Synthetizismus“ (О синтетизме) von Jewgeni Samjatin, „Schwingungen der Lebensströme“ (Колебания жизненных токов) von Michail Kusmin, „Juri Annenkow“ (Юрий Анненков) von M. Babentschikow und eine Liste seiner Werke.

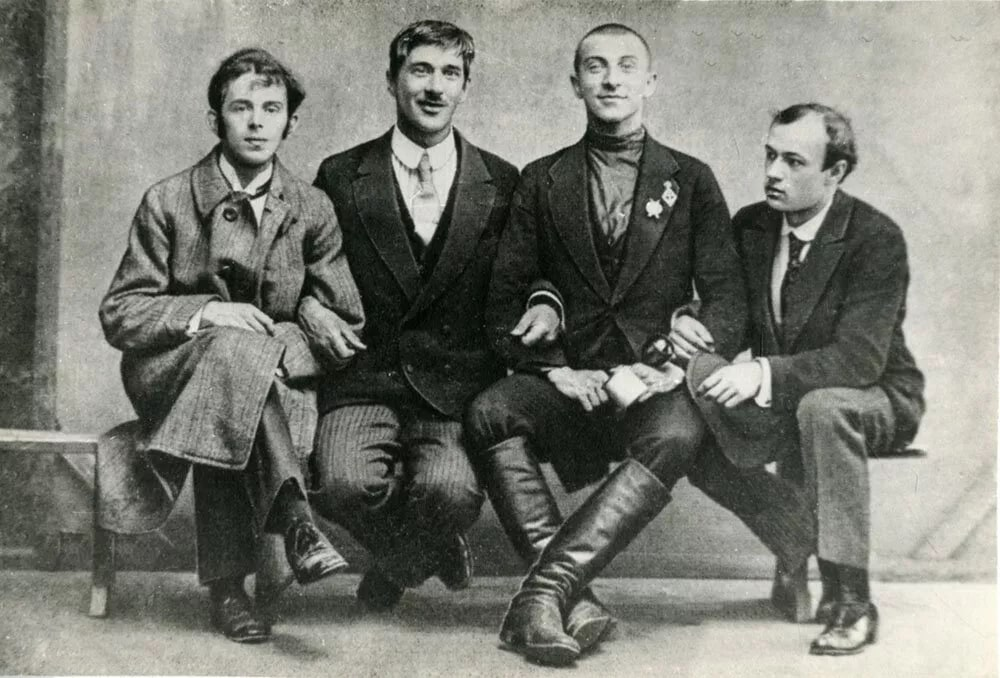
Juri Annenkow (rechts) mit Freunden: Ossip Mandelstam, Kornei Tschukowski und Benedikt Liwschiz (Foto, 1914)

### Porträtierte Persönlichkeiten
Zu den von Annenkow porträtierten Persönlichkeiten zählen A. A. Achmatowoi, N. I. Altman, A. N. Benois, Alexander Blok (auf seinem Todesbett), W. F. Chodassewitsch, A. M. Gorki, S. I. Grschebin, G. W. Iwanow, N. N. Jewreinow, M. A. Kusmin, A. W. Lunatscharski, B. L. Pasternak, A. M. Remisow, Je. I. Samjatin, G. Je. Sinowjew, F. K. Sologub, E. M. Skljanski, L. D. Trotzki,  K. I. Tschukowski, Herbert George Wells und andere.

## Kunstmarkt
Ein Exemplar des Buches aus der persönlichen Sammlung der Anthropologin Lorna Marshall  wurde im antiquarischen Handel zum Preis von $5 500.00 (Juli 2021) angeboten.

## Zitat
Über ein Gespräch mit Lenin notiert Annenkow:

„Ich bin nicht gut in Kunst, weißt du, Kunst ist für mich... so etwas wie ein intellektueller Blinddarm, und wenn ihre Propaganda-Rolle, die wir brauchen, gespielt ist, werden wir sie herausschneiden. Weil sie unnötig ist. Übrigens", fügte Lenin lächelnd hinzu, "Sie werden schon mit Lunatscharski darüber sprechen: ein großer Spezialist. Er hat da sogar einige Ideen......
.“